# Serambi
Pour plus de détails, voir Fiche technique et Distribution.
Serambi est un film documentaire indonésien sur le séisme du 26 décembre 2004 dans l'océan Indien, réalisé par Lianto Luseno, Garin Nugroho, Tonny Trimarsanto et Viva Westi, sorti en 2005. 

## Synopsis
Après le séisme du 26 décembre 2004 dans l'océan Indien, sur l'île de Sumatra, dans la province d'Aceh, le film suit des survivants de tous les âges.
Serambi Makkah est un surnom donné à la province d'Aceh, signifiant « antichambre de La Mecque ».

## Distinctions
- Festival de Cannes 2006 : sélectionné pour Un certain regard[1]

## Accueil critique
Pour Variety, « Rendant compte avec gravité des conséquences du récent tsunami sur une province indonésienne, Serambi évite scrupuleusement d'exploiter la tragédie pour tirer facilement des larmes ou inspirer la pitié. L'instantané documentaire de Garin Nugroho, peu structuré, hautement réfléchi, et par moments difficile à suivre, reconnaît avec sagesse que les vies de ses sujets sont autant en transition qu'elles sont dévastées, s'appesantissant moins sur les événements en eux-mêmes que sur les réactions individuelles ».
Pour Screen Daily, « Présentant à travers son collage d'images la catastrophe humaine et naturelle après le terrible séisme, il est souvent impressionnant et juste, mais nécessite plus de structure et de finition pour sortir sur le marché ».